# Solarització
La solarització és la desinfecció del sòl amb la calor de l'energia solar. Aquesta tècnica de desinfecció es fa servir en hivernacles i planters, pel control de nombroses malalties del sòl i de nematodes. També és prou eficaç pel control de vegetació espontània. Aquesta tècnica s'aplica en els mesos de calor més intensa. Es cobreix la terra amb una làmina de polietilè transparent; en terra ha d'estar pla i permeable; s'ha de regar bé abans de posar la làmina.
A diferència d'altres desinfectants químics molt agressius i contaminants amb l'entorn natural, la solarització és una feina neta i prou selectiva, ja que acaba amb els patògens indesitjables, alhora que respecta la fauna microbiòtica, beneficiosa pels cultius. Com a desavantatge hi ha el llarg de període de no aprofitament d'aquell tros que s'està tractant.